# St Nicholas at Wade
St Nicholas at Wade (o St Nicholas-at-Wade) è un villaggio e parrocchia civile dell'Inghilterra, appartenente alla contea del Kent.